# مشروع بيغاسوس
مشروع بيغاسوس، في عام 2020 تم تسريب قائمة تضم أكثر من 50 ألف رقم هاتف من 47 دولة يُعتقد أنها تخص أفراد تم تحديدهم على أنهم «أشخاص موضع اهتمام» منذ عام 2016 من قبل عملاء شركة الأسلحة الإلكترونية الإسرائيلية مجموعة إن إس أو، إلى منظمة العفو الدولية و“قصص محظورة” أو Forbidden Stories للصحافة وهي منظمة إعلامية غير ربحية مقرها في باريس.
تم نقل هذه المعلومات إلى 17 مؤسسة إعلامية، اشتركت هذه المؤسسات فيما سُمي «مشروع بيغاسوس» وهو تحقيق استمر شهورًا شمل 80 صحفيًا من مختلف وسائل الإعلام الدولية: الغارديان (المملكة المتحدة)، لو موند وراديو فرنسا (فرنسا)، دي تسايت وزود دويتشه تسايتونج وإذاعة غرب ألمانيا (ألمانيا)، واشنطن بوست وفرونتلاين (الولايات المتحدة الأمريكية)، هاآرتس (إسرائيل)، وبروسيسو وأريستيغو نوتيشياس (المكسيك)، كناك ولي سوير (بلجيكا)، ذا وير (الهند)، درج (لبنان)، دريكت 36 (المجر)، مشروع الإبلاغ عن الجريمة المنظمة والفساد.
عُثر على أدلة تفيد بأن العديد من الهواتف التي تحمل أرقامًا وردت في القائمة كانت أهدافًا لبرنامج تجسس بيغاسوس، وهو فيروس من نوع حصان طروادة تم تطويره بواسطة مجموعة إن إس أو، ولا يعني وجود شخص ما في القائمة أن البرنامج قد استخدم ضده ولكن يعني أنه كان هدفا محتملا.
نُشر التقرير في يوليو 2021.

## ماهية البرنامج
بيغاسوس هو برنامج تجسس طورته شركة مجموعة إن إس أو الإسرائيلية للأسلحة الإلكترونية ويمكن تثبيته سراً على الهواتف المحمولة (والأجهزة الأخرى) التي تعمل بمعظم إصدارات آي أو إس وأندرويد. صرحت الشركة بأنها تزود «الحكومات المرخصة بالتكنولوجيا التي تساعدها في مكافحة الإرهاب والجريمة»، وقد نشرت أقسامًا من العقود تطلب من العملاء فقط استخدام منتجاتها في التحقيقات الجنائية والأمن القومي، وذكرت أن لديها نهج رائد في مجال صناعة حقوق الإنسان. تمت تسمية برنامج التجسس على اسم الحصان الأسطوري المجنح بيغاسوس وهو حصان طروادة يمكن إرساله «عبر البث الخلوي» لإصابة الهواتف. تمت مراقبة استخدامات برنامج التجسس بيغاسوس لسنوات. وتقول منظمة العفو الدولية إن الغزو الرقمي مرتبط بالعواقب الواقعة على أهداف التجسس، إما عن طريق الأضرار النفسية أو الجسدية.

## التحقيق
أشار التحقيق إلى أن الحكومات الاستبدادية استمرت في استخدام بيغاسوس على نطاق واسع للتجسس على نشطاء حقوق الإنسان والصحفيين والمحامين في جميع أنحاء العالم، على الرغم من أن «إن إس أو» تقول إنه مخصص للاستخدام ضد المجرمين والإرهابيين فقط.
في حين تضمنت القائمة أعداد المجرمين المعروفين الذين يُعتزم استخدام البرنامج ضدهم، تضمنت القائمة أيضًا أرقام هواتف مئات رجال الأعمال التنفيذيين والشخصيات الدينية والأكاديميين وموظفي المنظمات غير الحكومية والمسؤولين النقابيين والمسؤولين الحكوميين، بما في ذلك رؤساء ورؤساء حكومات، وكذلك أفراد الأسرة المقربون لحاكم بلد ما، ربما تجسس عليهم الحكام. كشفت الأوبزرفر عن التفاصيل في 18 يوليو 2021 وقالت إن شقيقتها صحيفة الغارديان اليومية ستقدم مزيدًا من التفاصيل في الأيام التالية.

### منهجية التحقيق
نشرت منظمة العفو الدولية تقريرًا عن منهجية إن إس أو: كيف تصطاد بيغاسوس التابع لمجموعة إن إس أو، نقلاً عن «ذا ستيزن لاب» في جامعة تورنتو الذي قد راجع بشكل مستقل مسودة منهجية إن إس أو الموضحة في هذا التقرير. يمكن الاطلاع على مراجعتهم هنا. كما نشرت منظمة العفو أدوات أو بيانات مختلفة من هذا التحقيق، بما في ذلك مجموعة أدوات التحقق من الهاتف المحمول ومستودع جيثوب الذي يسرد مؤشرات الأجهزة المخترقة بيغاسوس / إن إس أو.

### الاستجابة
لم تنفي «مجموعة إن إس أو» وجود برامج التجسس الخاصة بها. وردت على التقرير بالقول إنها قامت بفحص دقيق لسجلات حقوق الإنسان لعملائها قبل السماح لهم باستخدام أدوات التجسس، ونفت «الادعاءات الكاذبة» بشأن أنشطة عملائها، لكنها قالت إنها «ستواصل التحقيق في جميع الادعاءات الموثقة لسوء الاستخدام واتخاذ الإجراء المناسب».

### الدول المتورطة
عمليات التنصت على الهواتف جرت من قبل 10 دول هي المكسيك والمغرب والسعودية وأذربيجان والإمارات العربية المتحدة والبحرين والمجر والهند وكازخستان وباكستان.

### أبرز المستهدفين
تضم قائمة المستهدفين أكثر من 600 مسؤول حكومي وسياسي من 34 دولة.
- الرئيس الفرنسي، إيمانويل ماكرون، ورئيس حكومته، إدوار فيليب، و 14 وزيرا ضمن الحكومة
- الملك المغربي والمقربين منه
- الرئيس العراقي برهم صالح
- رئيس جنوب أفريقيا سيريل رامافوزا

إلى جانب رؤساء حكومات عدة دول بينهم رؤساء حكومات مصر وباكستان الحاليين، ورئيس حكومة لبنان السابق سعد الحريري وآخرون.
فيما نفت شركة «إن إس أو» الإسرائيلية صاحبة برنامج بيغاسوس اختراق هواتف شخصيات سياسي. ونفى شاليف هوليو المدير العام للشركة ماورد في التحقيق بخصوص ورود اسم الملك محمد السادس على لائحة الهواتف المعنية بالاختراق، وكذلك بالنسبة للرئيس الفرنسي إيمانويل ماكرون وكذا ماراج بخصوص اسم رئيس المنظمة العالمية للصحة. وأكد المسؤول أن هذه الشخصيات لم تكن قط مدرجة في أي لائحة إو هدف لزبناء الشركة الإسرائيلية.

## ردود الفعل والتحليل
أعرب الصحفيون في جميع أنحاء العالم عن غضبهم من استخدام أدوات مكافحة الإجرام ضد غير المجرمين والصحفيين وممثلي المعارضة وغيرهم من المدنيين. دعا إدوارد سنودن الحكومات إلى فرض حظر عالمي على التجارة الدولية لبرامج التجسس من أجل تجنب انتهاك الخصوصية في كل مكان وما يرتبط بها من انتهاكات.
جادلت جريدة هاريتس بأن تقنية المراقبة هذه هي السلاح المفضل للحكومات الاستبدادية، مما يسمح بالمراقبة المستمرة للخصوم، ويمنع الاحتجاجات من البدء قبل تنظيمها، ويثني المصادر عن مشاركة المعلومات مع الصحفيين. لذلك لا ينبغي مشاركة هذه التكنولوجيا إلا مع الدول التي تتمتع بسيادة قانون قوية ومستقلة. كما دعت لجنة حماية الصحافة إلى إصلاح نقدي لبرامج المراقبة.
فيما نفى مصدر سعودي مسؤول، ما ورد في بعض التقارير الصحافية، بشأن الادعاء باستخدام جهة في المملكة برنامجاً لمتابعة الاتصالات، وقال بأنها مزاعم وادعاءات لا أساس لها من الصحة، مؤكداً أن سياسة المملكة ونهجها لا تقر مثل هذه الممارسات.
كما أعربت الحكومة المغربية عن إدانتها الشديدة لما وصفتها بـ «الحملة الإعلامية المتواصلة المضللة، المكثفة والمريبة التي تروّج لمزاعم باختراق (السلطات المغربية) أجهزة هواتف عدد من الشخصيات العامة المغربية والأجنبية، باستخدام برنامج معلوماتيّ». وقال بيان للحكومة المغربية إنها «ترفض جملةً وتفصيلاً هذه الادعاءات الزائفة، التي لا أساس لها من الصحة، وتتحدى مروجيها، بما في ذلك، منظمة العفو الدولية، وائتلاف (قصص ممنوعة)، وكذا من يدعمهم والخاضعين لحمايتهم، أن يقدموا أدنى دليل مادّي وملموس يدعم روايتهم السريالية». وذكر البيان أن المغرب أضحى مجدداً عُرضة لهذا النوع من الهجمات، التي «تفضح إرادة بعض الدوائر الإعلامية والمنظمات غير الحكومية لجعله تحت إمرتها ووصايتها»، مشيراً إلى أن «ما يثير حنقهم هو أن هذا ليس ممكناً».